# Die Augen der Dunkelheit
Die Augen der Dunkelheit (original: The Eyes of Darkness) ist ein Psychothriller von Dean R. Koontz, den dieser 1981 unter dem Pseudonym „Leigh Nichols“ im Pocket Books Verlag veröffentlichte.
Die deutsche Erstveröffentlichung erfolgte im 1988 im Wilhelm Heyne Verlag nicht mehr unter dem Pseudonym, sondern als Buch von Dean R. Koontz. Im Mai 2020 wurde der Thriller im Ullstein Verlag unter dem Titel Die Augen der Finsternis neu aufgelegt.

## Inhalt
Tina Evans ist eine erfolgreiche Frau in Las Vegas. Sie schickt ihren Sohn auf einen Campingausflug. Bei dem Ausflug sterben alle Beteiligten. Doch Evans wird von schrecklichen Albträumen heimgesucht, in denen ihr toter Sohn Danny noch lebt. Sie bekommt aus dem Nichts Nachrichten auf Kreidetafeln, ausgedruckte Worte von Druckern und andere „Zeichen“, die besagen, dass ihr Sohn nicht tot ist. Zusammen mit ihrem Freund Elliot Stryker macht sich Christina Evans auf den Weg, um herauszufinden, was möglicherweise an dem Tag passiert sein könnte, an dem ihr Sohn "gestorben" ist. Bei den Nachforschungen entdecken sie, dass ihr Junge von der Regierung entführt worden ist und in einem geheimen Labor zu wissenschaftlichen Zwecken missbraucht wird. Sie kann ihn schlussendlich befreien.

## Trivia
In dem Roman wird auch über eine der wichtigsten und gefährlichsten biologischen Waffen Chinas geschrieben. Sie wird in der amerikanischen Erstausgabe Gorki-400, in den Neuauflagen ab 1989 Wuhan-400 genannt, weil sie in Laboren außerhalb der Stadt Wuhan entwickelt wurde. Einige Medien griffen dies im Frühjahr 2020 auf, da sie es als Vorgriff auf das Coronavirus SARS-CoV-2 sahen. Andere Medien weisen allerdings darauf hin, dass dies nicht der Fall sei, da Details des Virus im Roman komplett unterschiedlich zum tatsächlichen Coronavirus seien und die Jahreszahl 2020 mit Hilfe einer Kopie aus einem vollkommen anderen Roman manipuliert worden sei. In einigen Meldungen wurde nämlich neben dem Ausschnitt aus Die Augen der Dunkelheit, welcher vage die Biowaffe beschreibt, ein Ausschnitt aus Sylvia Brownes Buch End of Days: Predictions and Prophecies about the End of the World kopiert, der suggerierte, dass sich diese Vorhersage auf das Jahr 2020 bezöge.